# Diademhäher
Der Diademhäher (Cyanocitta stelleri) ist ein amerikanischer Singvogel aus der Familie der Rabenvögel (Corvidae). Die schwarz und blau gefärbten Häher sind mit 30–34 cm Körperlänge etwa taubengroß und zeichnen sich durch ihren ausgeprägten Federschopf aus. Das Verbreitungsgebiet der Art reicht von Alaska entlang den Kordilleren südwärts bis nach Nicaragua, wobei die südlicheren Formen kleiner ausfallen und heller gefärbt sind. Lockere Nadel- und Mischwälder bilden den bevorzugten Lebensraum des Diademhähers. Die Vögel ernähren sich omnivor von Nüssen, Beeren, Insekten und kleinen Wirbeltieren. Sein Nest baut der Diademhäher in Baumkronen. Die Gelege bestehen aus zwei bis sechs Eiern, aus denen nach etwa 16 Tagen die Jungen schlüpfen.
Die wissenschaftliche Erstbeschreibung des Diademhähers stammt von Johann Friedrich Gmelin aus dem Jahr 1788 und beruht auf einem Exemplar, das Georg Wilhelm Steller auf der Zweiten Kamtschatkaexpedition sammelte. Der nächste Verwandte der Art ist der Blauhäher (Cyanocitta cristata), der das östliche Nordamerika von den Rocky Mountains bis zum Atlantik bewohnt. Beide Arten trennten sich wahrscheinlich vor rund 5 Millionen Jahren im späten Miozän. Von Alaska bis Mittelamerika werden etwa 17 Unterarten von Cyanocitta stelleri unterschieden, die sich mehr oder weniger gut voneinander abgrenzen lassen. Mit Ausnahme der Population in El Salvador gilt die Art nirgendwo als bedroht.

## Merkmale
Der Diademhäher ist mit rund 30–34 cm Körperlänge in etwa so groß, mit 98–142 g aber nur ein Drittel bis halb so schwer wie eine Stadttaube (Columba livia). Zwischen Männchen und Weibchen besteht ein leichter Geschlechtsdimorphismus: weibliche Tiere werden im Schnitt etwas kleiner als Männchen derselben Unterart, bei den Maßen besteht aber eine starke Überschneidung. Der Handflügel wird bei Weibchen 132–157, bei Männchen 140–164 mm lang. Der Schwanz der Art erreicht eine Länge von 122–147 (Weibchen) beziehungsweise 131–160 mm (Männchen). Weibliche Diademhäher erreichen Schnabellängen von 26–31 mm, männliche von 26–32 mm. Der Lauf misst bei Weibchen 38–48 mm, bei Männchen 41–50 mm.
Der Schnabel ist länger und schmaler und die Haube ausgeprägter als beim Blauhäher. Das Gefieder ist an Kopf, Kehle, Brust und oberen Rücken schwarz, an Bauch, Rumpf, Schwanz und Flügeln dunkelblau gefärbt. An der Stirn befinden sich weiße Streifen, einige Vögel haben einen weißen Überaugenstreif. Die Handschwingen und der Schwanz weisen dunklere Querstreifen auf.
Das Aussehen des Vogels variiert im Verbreitungsgebiet. Während der Kopf im Norden braun-schwarz ist, wird er immer bläulicher, je weiter man in den Süden kommt.
Der Ruf des Diademhähers beinhaltet eine Reihe von rasselnden und gutturalen Lauten. Der Warnruf ist ein raues, nasales „wah“. Der Vogel imitiert auch den Ruf des Rotschwanzbussards, um andere Vögel von Futterplätzen zu vertreiben.

## Vorkommen

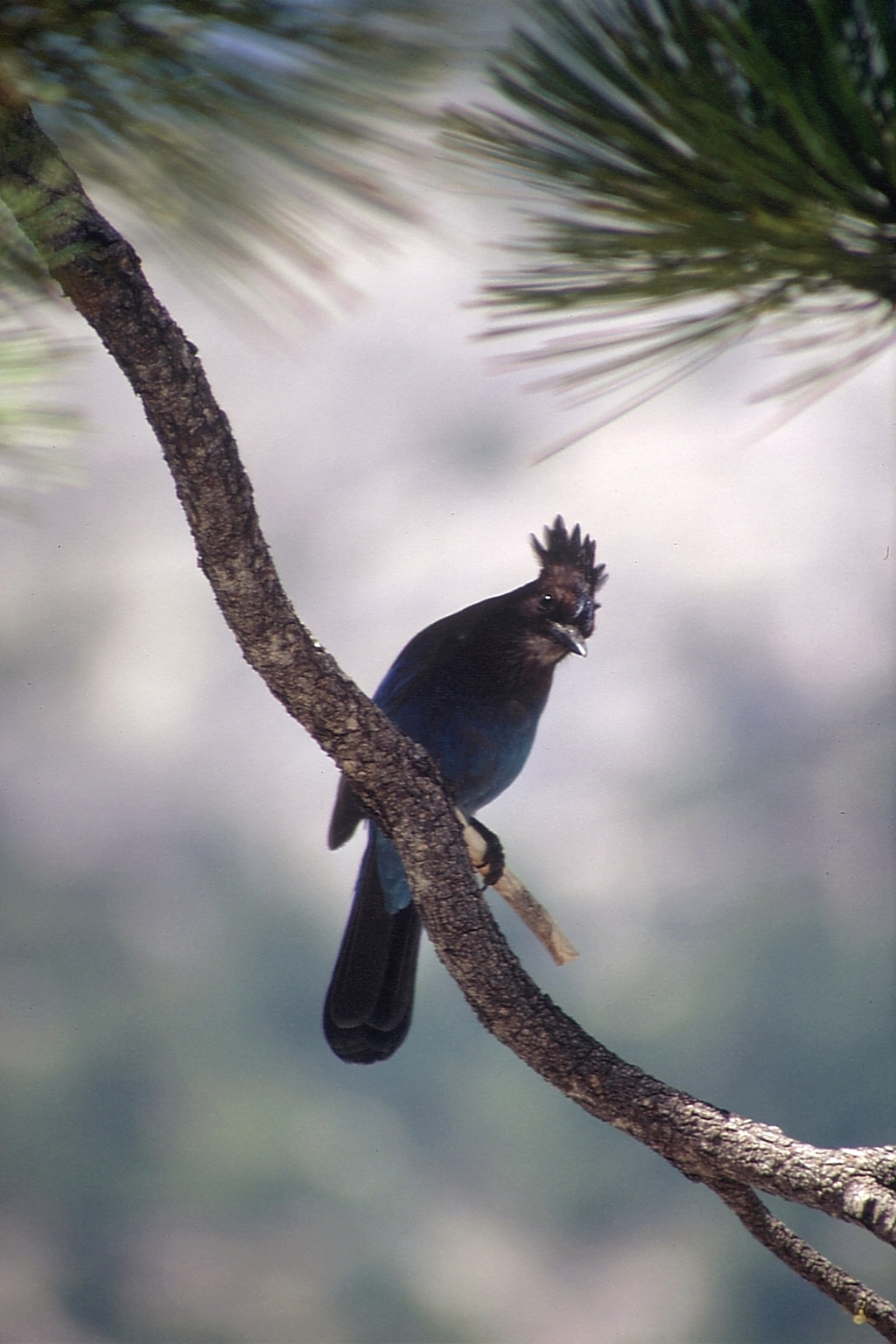
Diademhäher im Yosemite-Nationalpark

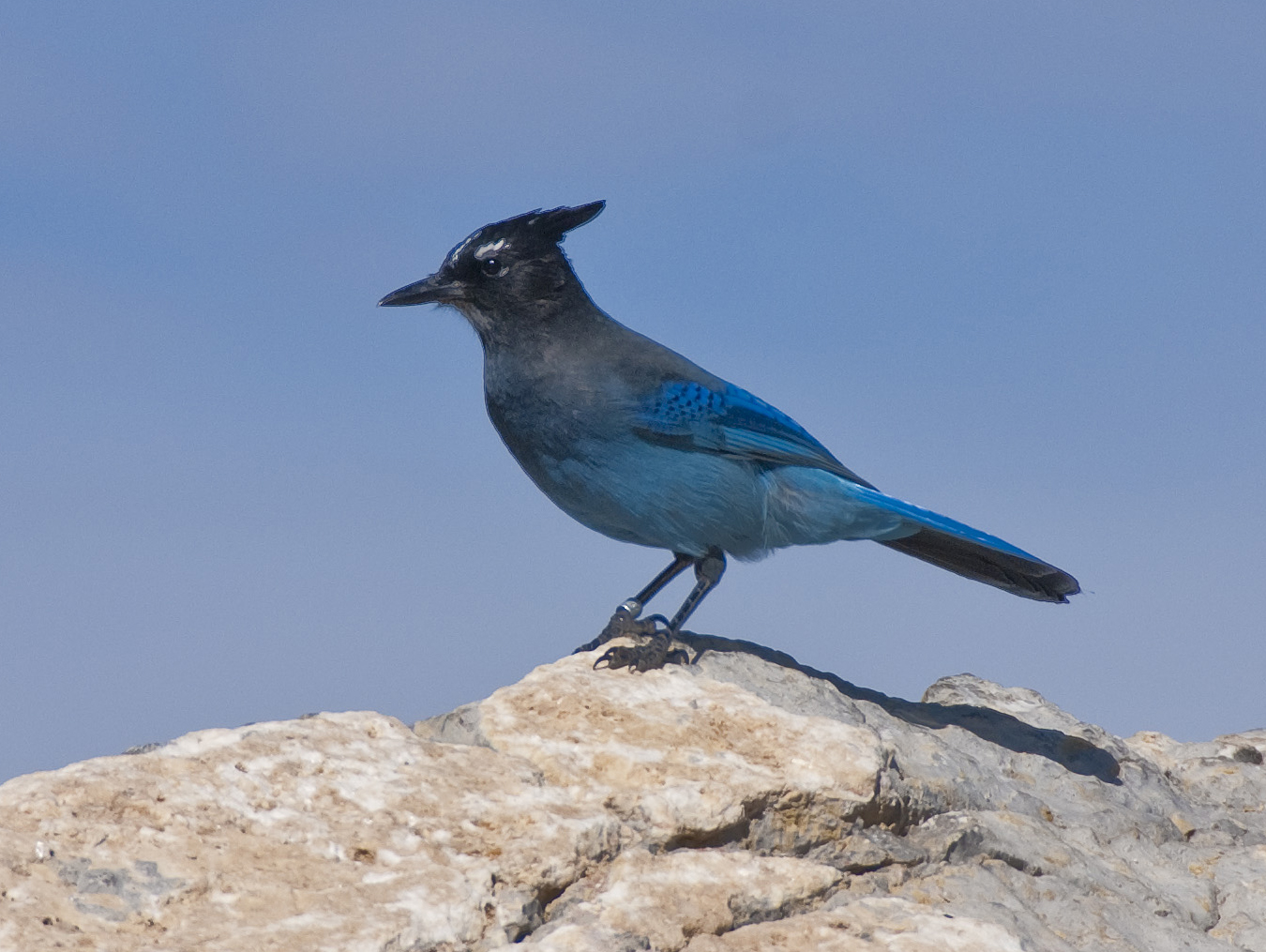
Diademhäher in New Mexico

Der Diademhäher bewohnt bewaldete Berghänge und lichte Waldgebiete mit Kiefernbestand im Westen Amerikas von Alaska bis nach Kalifornien und in Teilen Mittelamerikas.
Im Winter trifft man den Vogel auch im Flachland an.

## Verhalten
Der Diademhäher sucht am Boden oder auf Bäumen nach Samen, Nüssen, Beeren, Wirbellosen, Eiern und Nestlingen. Pflanzliche Nahrung, wie Eicheln und Samen von Nadelbäumen, wird für die kalte Jahreszeit gesammelt. Wie andere Rabenvögel kann er Futter mit dem Fuß festhalten und mit dem Schnabel aufhämmern. Der Schnabel wird auch zum Graben und zum Abziehen lockerer Rinde gebraucht.
Der Vogel lebt in Paaren und Familien; bei einer guten Futterquelle versammeln sich auch größere Trupps mit mehr als zehn Vögeln.

## Fortpflanzung
In einem schalenförmigen Nest aus Zweigen, Blättern, Moos und Schlamm auf einem waagrechten Ast in Stammesnähe werden zwei bis sechs Eier gelegt. Diese sind in einem blassen Grün-Blau gefärbt, mit braunen oder olivfarbenen Flecken, und werden 17 bis 18 Tage lang überwiegend vom Weibchen bebrütet. Mit drei Wochen werden die Jungvögel flügge.
Dort, wo sich das Verbreitungsgebiet mit dem des Blauhähers überschneidet, wie zum Beispiel in Colorado, sind Hybridformen zu beobachten.

## Trivia
- Der Vogel ist eines der Tiere, deren wissenschaftlicher Name nach dem deutschen Naturforscher Georg Wilhelm Steller benannt wurde.
- Der Diademhäher ist seit 1987 der Wappenvogel der kanadischen Provinz British Columbia.